# Axiodes curvaria
Axiodes curvaria là một loài bướm đêm trong họ Geometridae.